# تپه علی بیگلو
تپه علی بیگلو مربوط به هزاره اول قبل از میلاد است و در شهرستان ارومیه، بخش مرکزی، دهستان نازلوی شمالی، روستای علی بیگلو واقع شده و این اثر در تاریخ ۲۸ اسفند ۱۳۸۵ با شمارهٔ ثبت ۱۸۹۹۶ به‌عنوان یکی از آثار ملی ایران به ثبت رسیده است.